# Pic Simón Bolívar
El Pic Simón Bolívar, amb els seus 5.775 msnm, és la segona muntanya més alta de Colòmbia, sols un metre menys que el seu veí Pic Cristóbal Colón. Al seu cim, així com en les muntanyes més properes hi ha una capa permanent de neu. Aquesta muntanya es troba a la Sierra Nevada de Santa Marta, a tan sols una cinquantena de quilòmetres del mar Carib. Rep el nom en record de Simón Bolívar.
No ha de ser confós amb el Pic Bolívar, el punt més elevat de Veneçuela.